# Strzybnik
Strzybnik, německy Silberkopf, je vesnice ve gmině Rudnik v okrese Ratiboř ve Slezském vojvodství v jižním Polsku. Nachází se severovýchodo-východně od obce Rudnik v Ratibořské kotlině.

## Další informace
V roce 2016 žilo trvale v obci 285 obyvatel. Obec je poprvé zmiňována v roce 1305 jako Strebrnikop. V obci se nachází ruiny palácového komplexu zámku včetně bývalé kovárny Strzybnik, špýcharu Strzybnik, hodinová věž Strzybnik, několika historických budov a zámecký park. Významný je také památník - Místo narození arcibiskupa Józefa Gawliny s kovovou zvonicí.

## Významní obyvatelé
- Józef Gawlina (1892 – 1964) – polský arcibiskup.

## Galerie

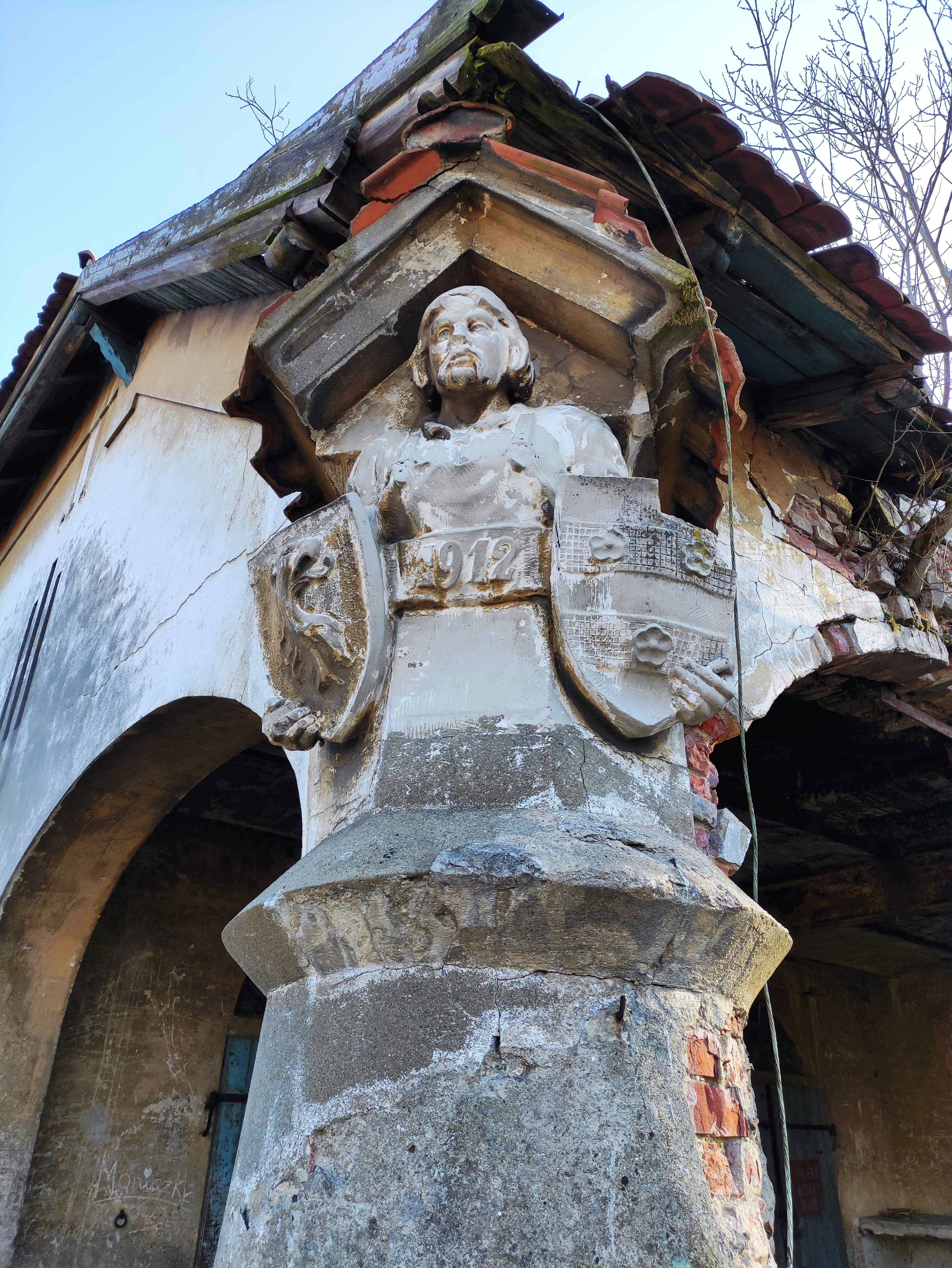
Bývalá kovárna Strzybnik
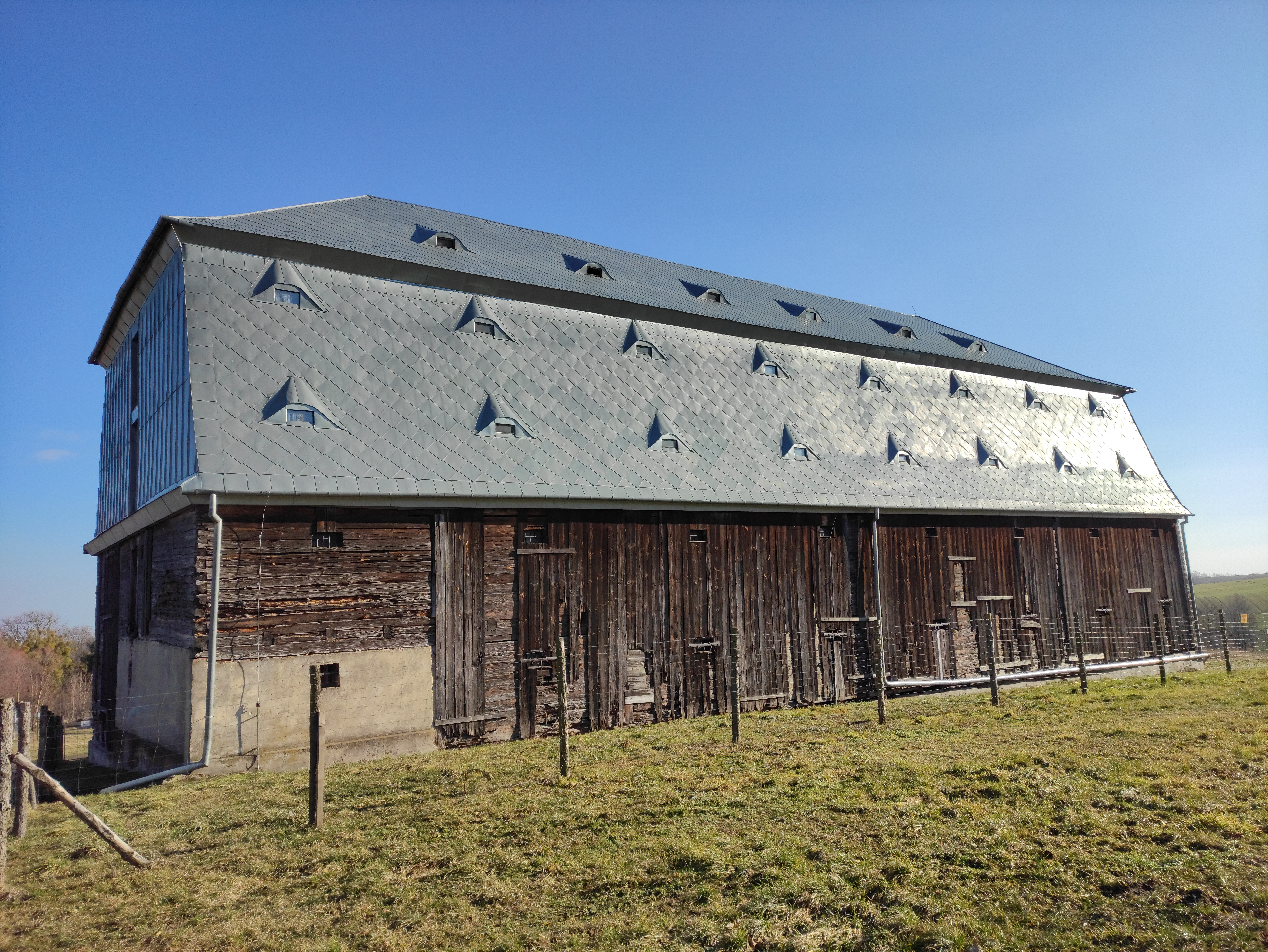
Špýchar Strzybnik
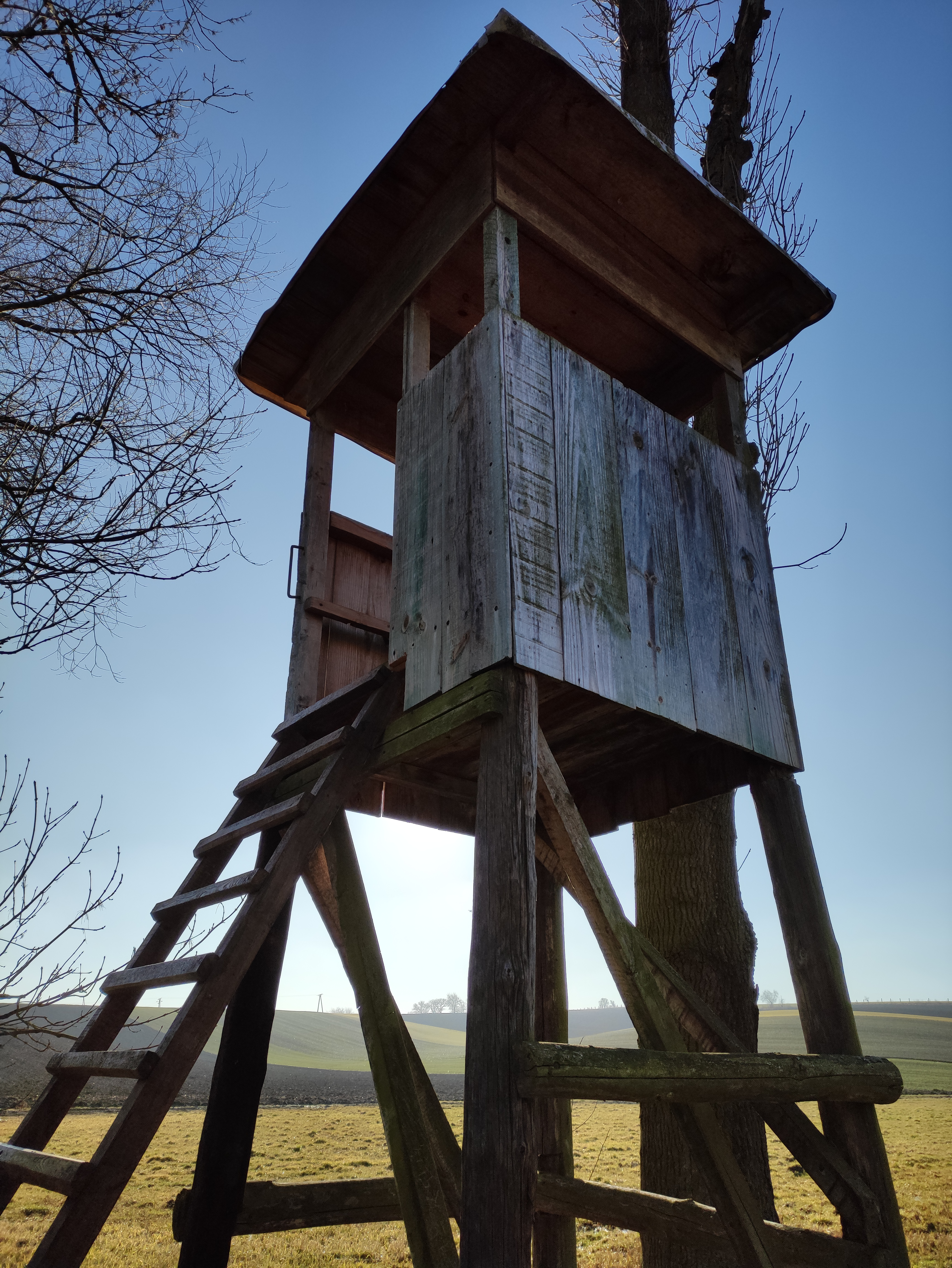
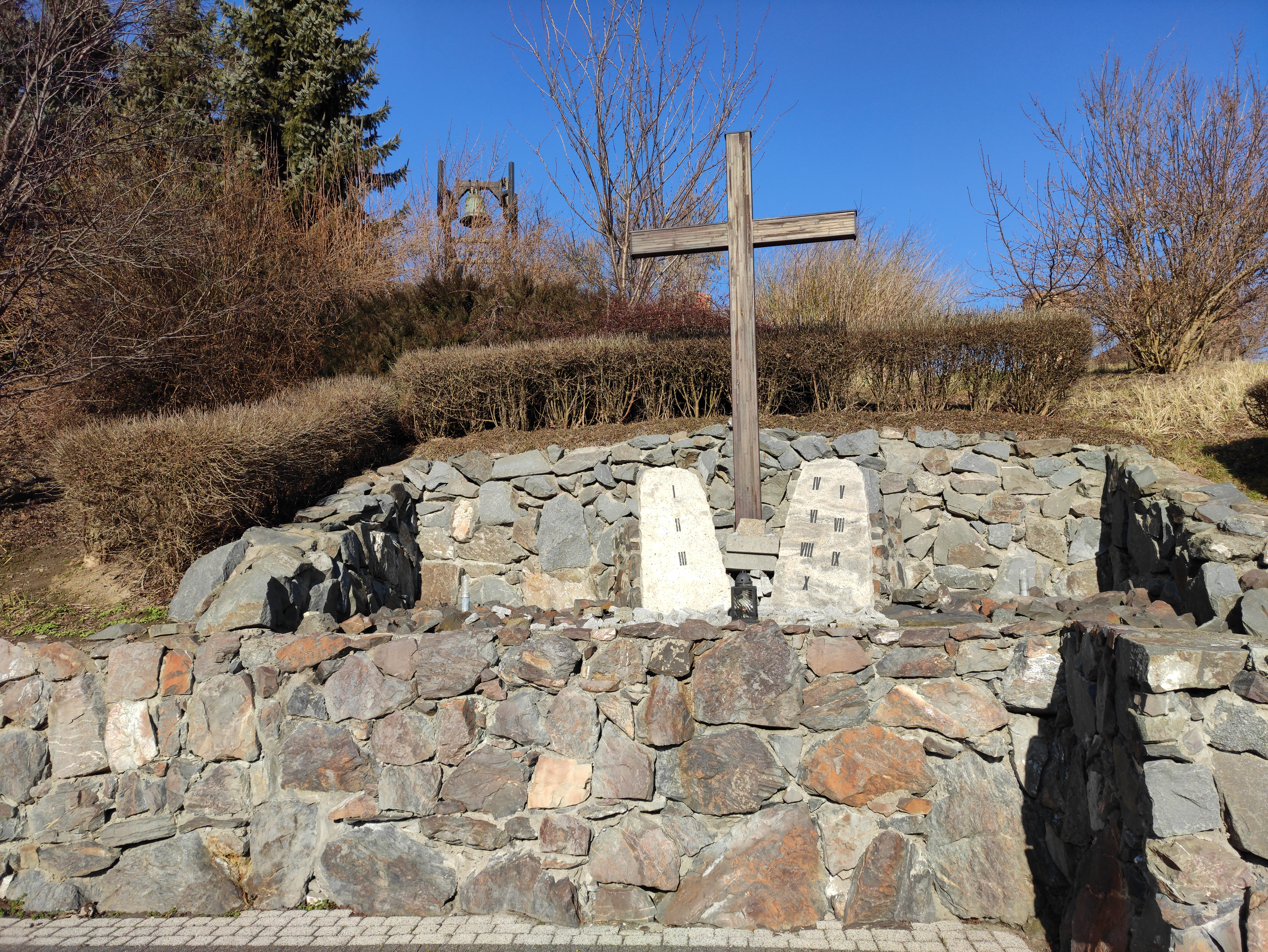
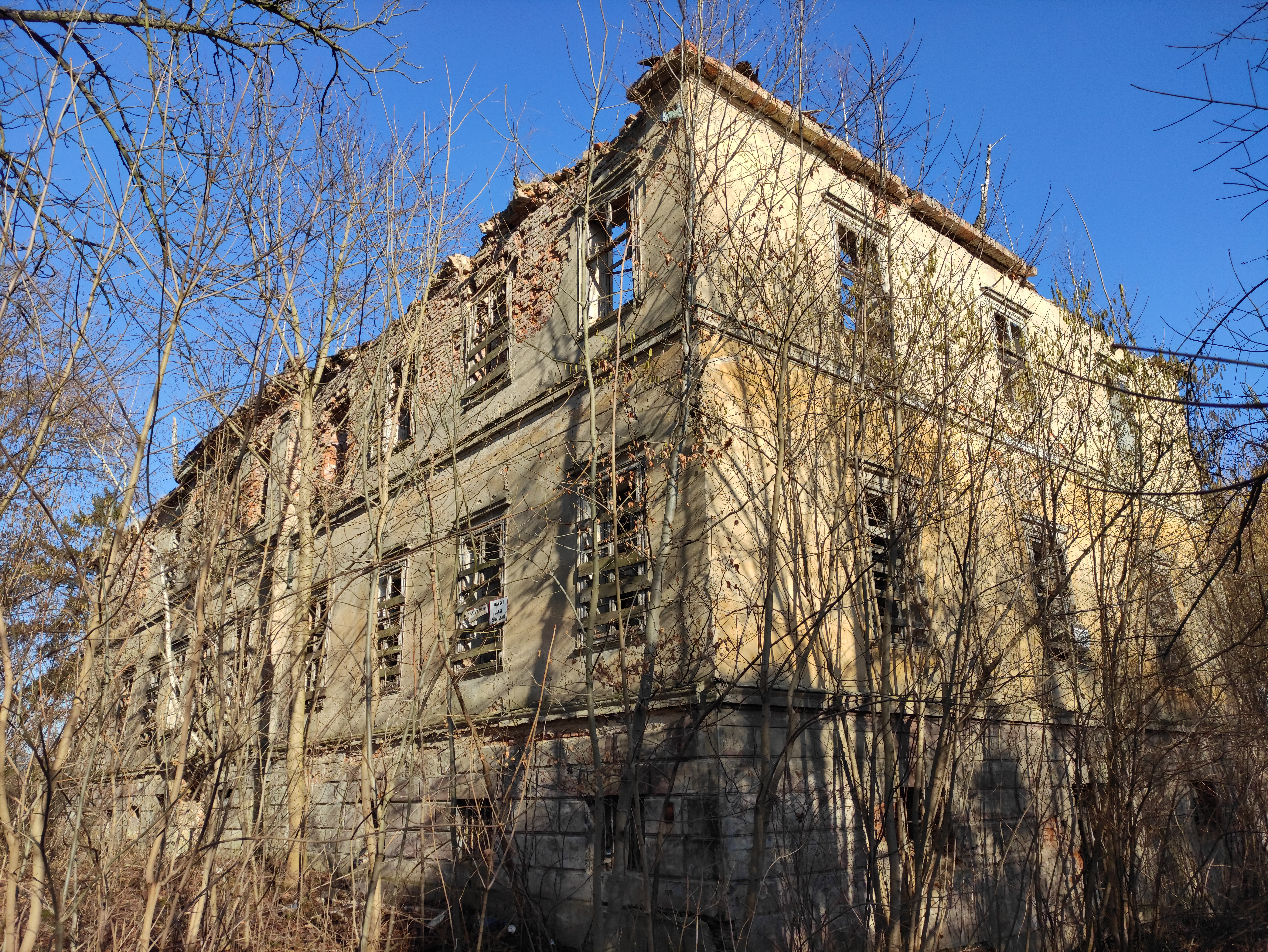